# Amsonia peeblesii
Amsonia peeblesii är en oleanderväxtart som beskrevs av R. E. Woodson. Amsonia peeblesii ingår i släktet Amsonia och familjen oleanderväxter. Inga underarter finns listade i Catalogue of Life.